# بچلر
بچلر (به انگلیسی: The Bachelor) یا لیسانس ها برنامه تلویزیونی واقع نمای آمریکایی با موضوع دوستیابی و روابط عاشقانه است که پخش آن از مارس ۲۰۰۳ از ای بی سی آغاز شد.